# Szenegál az 1980. évi nyári olimpiai játékokon
Szenegál a szovjetunióbeli Moszkvában megrendezett 1980. évi nyári olimpiai játékok egyik részt vevő nemzete volt. Az országot az olimpián 4 sportágban 32 sportoló képviselte, akik érmet nem szereztek.

## Atlétika
Férfi
| Versenyző                                                   | Versenyszám     | Előfutam | Előfutam | Előfutam | Negyeddöntő | Negyeddöntő | Negyeddöntő | Elődöntő | Elődöntő | Elődöntő | Döntő   | Döntő    |
| Versenyző                                                   | Versenyszám     | Idő      | Hely.    | Össz.    | Idő         | Hely.       | Össz.       | Idő      | Hely.    | Össz.    | Idő     | Helyezés |
| ----------------------------------------------------------- | --------------- | -------- | -------- | -------- | ----------- | ----------- | ----------- | -------- | -------- | -------- | ------- | -------- |
| Momar N’Dao                                                 | 100 m           | 10,73    | 4.       | 38.      | kiesett     | kiesett     | kiesett     | kiesett  | kiesett  | kiesett  | kiesett | kiesett  |
| Boubacar Diallo                                             | 100 m           | 10,75    | 6.       | 41.      | kiesett     | kiesett     | kiesett     | kiesett  | kiesett  | kiesett  | kiesett | kiesett  |
| Boubacar Diallo                                             | 200 m           | 21,56    | 4.       | 24.      | 21,10       | 7.          | 19.         | kiesett  | kiesett  | kiesett  | kiesett | kiesett  |
| Cheikh Touradou Diouf                                       | 200 m           | 21,89    | 5.       | 35.      | kiesett     | kiesett     | kiesett     | kiesett  | kiesett  | kiesett  | kiesett | kiesett  |
| Abdoulaye Sarr                                              | 110 m gát       | 14,57    | 6.       | 17.      |             |             |             | kiesett  | kiesett  | kiesett  | kiesett | kiesett  |
| Boubacar Diallo Momar N'Dao Cheikh Touradou Diouf Issa Fall | 4 × 100 m váltó | 40,25    | 6.       | 13.      |             |             |             |          |          |          | kiesett | kiesett  |

| Versenyző              | Versenyszám | Selejtező | Selejtező | Döntő    | Döntő    |
| Versenyző              | Versenyszám | Eredmény  | Helyezés  | Eredmény | Helyezés |
| ---------------------- | ----------- | --------- | --------- | -------- | -------- |
| Moussa Sagna Fall      | Magasugrás  | 210 cm    | 27.       | kiesett  | kiesett  |
| Doudou N’Diaye         | Távolugrás  | 766 cm    | 19.       | kiesett  | kiesett  |
| Abdoulaye Samba Diallo | Hármasugrás | 15,68 m   | 15.       | kiesett  | kiesett  |

Női
| Versenyző        | Versenyszám | Előfutam | Előfutam | Előfutam | Negyeddöntő | Negyeddöntő | Negyeddöntő | Elődöntő | Elődöntő | Elődöntő | Döntő   | Döntő    |
| Versenyző        | Versenyszám | Idő      | Hely.    | Össz.    | Idő         | Hely.       | Össz.       | Idő      | Hely.    | Össz.    | Idő     | Helyezés |
| ---------------- | ----------- | -------- | -------- | -------- | ----------- | ----------- | ----------- | -------- | -------- | -------- | ------- | -------- |
| Marième Boye     | 400 m       | 55,16    | 7.       | 32.      |             |             |             | kiesett  | kiesett  | kiesett  | kiesett | kiesett  |
| Marième Boye     | 100 m       | 12,42    | 6.       | 33.      | kiesett     | kiesett     | kiesett     | kiesett  | kiesett  | kiesett  | kiesett | kiesett  |
| Françoise Damado | 100 m       | 12,16    | 6.       | 29.      | kiesett     | kiesett     | kiesett     | kiesett  | kiesett  | kiesett  | kiesett | kiesett  |
| Françoise Damado | 200 m       | 24,45    | 5.       | 24.      | 24,80       | 8.          | 24.         | kiesett  | kiesett  | kiesett  | kiesett | kiesett  |

## Birkózás
Szabadfogású
| Versenyző        | Versenyszám | 1. forduló                          | 2. forduló                      | 3. forduló                            | 4. forduló                          | 5. forduló        | Döntő             | Helyezés    |
| Versenyző        | Versenyszám | Ellenfél Eredmény                   | Ellenfél Eredmény               | Ellenfél Eredmény                     | Ellenfél Eredmény                   | Ellenfél Eredmény | Ellenfél Eredmény | Helyezés    |
| ---------------- | ----------- | ----------------------------------- | ------------------------------- | ------------------------------------- | ----------------------------------- | ----------------- | ----------------- | ----------- |
| Amadou Katy Diop | 90 kg       | Aleksander Cichoń (POL) · kétvállas | Ibrahim Shudzandin (AFG) · 7–4  | Christophe Andanson (FRA) · kétvállas | kiesett                             | kiesett           | kiesett           | helyezetlen |
| Ambroise Sarr    | 100 kg      | Bourcard Binelli (CMR) · kétvállas  | Bodó Antal (HUN) · kizárták     | Szlavcso Cservenkov (BUL) · kétvállas | kiesett                             | kiesett           | kiesett           | helyezetlen |
| Mamadou Sakho    | +100 kg     | Odnoin Bakhyt (MGL) · 10–1          | Roland Gehrke (GDR) · kétvállas | Arturo Díaz (CUB) · feladta (sérülés) | Szoszlan Angyijev (URS) · kétvállas |                   | kiesett           | 6.          |

## Cselgáncs
| Versenyző       | Versenyszám  | Csoport | 32-es főtábla             | Nyolcaddöntő                      | Negyeddöntő                  | Elődöntő          | Vigaszág negyeddöntő | Vigaszág elődöntő | Bronz- mérkőzés   | Döntő             | Helyezés |
| Versenyző       | Versenyszám  | Csoport | Ellenfél Eredmény         | Ellenfél Eredmény                 | Ellenfél Eredmény            | Ellenfél Eredmény | Ellenfél Eredmény    | Ellenfél Eredmény | Ellenfél Eredmény | Ellenfél Eredmény | Helyezés |
| --------------- | ------------ | ------- | ------------------------- | --------------------------------- | ---------------------------- | ----------------- | -------------------- | ----------------- | ----------------- | ----------------- | -------- |
| Boubacar Sow    | Légsúly      | A       | Luiz Shinohara (BRA) · V  | kiesett                           | kiesett                      | kiesett           |                      |                   |                   |                   | 19.      |
| Djibril Sambou  | Harmatsúly   | B       | Gerard Tom-Tam (CMR) · GY | Mamadou Diallo (GUI) · GY         | Janusz Pawłowski (POL) · V   | kiesett           |                      |                   |                   |                   | 11.      |
| Niokhor Diongue | Könnyűsúly   | A       | Roukoz Roukoz (LIB) · GY  | Alonzo Henderson (IRL) · GY       | Karl-Heinz Lehmann (GDR) · V | kiesett           |                      |                   |                   |                   | 10.      |
| Karim Badiane   | Váltósúly    | B       | Harald Heinke (GDR) · V   | kiesett                           | kiesett                      | kiesett           |                      |                   |                   |                   | 17.      |
| Akilong Diabone | Középsúly    | B       | Mahmoud Saad (SYR) · GY   | Wálter Carmona (BRA) · V          | kiesett                      | kiesett           |                      |                   |                   |                   | 13.      |
| Alassane Thioub | Félnehézsúly | A       | Rajko Kušić (YUG) · V     | kiesett                           | kiesett                      | kiesett           |                      |                   |                   |                   | 19.      |
| Abdoulaye Kote  | Nehézsúly    | A       | erőnyerő                  | Jean Zinniker (SUI) · V           | kiesett                      | kiesett           |                      |                   |                   |                   | 10.      |
| Abdoulaye Kote  | Nyílt        | A       | erőnyerő                  | Dambajavyn Tsend–Ayuush (MGL) · V | kiesett                      | kiesett           |                      |                   |                   |                   | 10.      |

## Kosárlabda

### Férfi
| Szenegáli férfi kosárlabdacsapat-játékoskeret                                             | Szenegáli férfi kosárlabdacsapat-játékoskeret                                                    |
| ----------------------------------------------------------------------------------------- | ------------------------------------------------------------------------------------------------ |
| - Bassirou Badji - Yaya Cissokho - Omar Dia - Mamadou Diop - Moustafa Diop - Mathieu Faye | - Moussa M'Bengue - Adama Ndiaye - Mandiaye Ndiaye - Modou Sady Diagne - Yamar Samb - Modou Tall |

#### Eredmények
Csoportkör
B csoport
| Csapat              | M | Gy | V | P+  | P–  | Pk  |
| ------------------- | - | -- | - | --- | --- | --- |
| Jugoszlávia (YUG)   | 3 | 3  | 0 | 328 | 249 | +79 |
| Spanyolország (ESP) | 3 | 2  | 1 | 286 | 241 | +45 |
| Lengyelország (POL) | 3 | 1  | 2 | 256 | 294 | –38 |
| Szenegál (SEN)      | 3 | 0  | 3 | 196 | 282 | –86 |

| 1980. július 21. | Jugoszlávia (YUG) | 104–67 | Szenegál (SEN) |  |
| 1980. július 21. | (59–39)           |        |                |  |

| 1980. július 22. | Spanyolország (ESP) | 94–65 | Szenegál (SEN) |  |
| 1980. július 22. | (55–26)             |       |                |  |

| 1980. július 23. | Lengyelország (POL) | 84–64 | Szenegál (SEN) |  |
| 1980. július 23. | (44–30)             |       |                |  |

A 7–12. helyért
- A táblázat tartalmazza
  - az A csoportban lejátszott Csehszlovákia–India 133–65-ös,
  - a B csoportban lejátszott Lengyelország–Szenegál 84–64-es,
  - a C csoportban lejátszott Ausztrália–Svédország 64–55-ös eredményét is.

| Csapat              | M | Gy | V | P+  | P–  | Pk   |
| ------------------- | - | -- | - | --- | --- | ---- |
| Lengyelország (POL) | 5 | 4  | 1 | 453 | 359 | +94  |
| Ausztrália (AUS)    | 5 | 4  | 1 | 417 | 381 | +36  |
| Csehszlovákia (TCH) | 5 | 3  | 2 | 474 | 377 | +97  |
| Svédország (SWE)    | 5 | 3  | 2 | 375 | 341 | +34  |
| Szenegál (SEN)      | 5 | 1  | 4 | 345 | 396 | –51  |
| India (IND)         | 5 | 0  | 5 | 329 | 539 | –210 |

| 1980. július 25. | Svédország (SWE) | 70–64 | Szenegál (SEN) |  |
| 1980. július 25. | (32–29)          |       |                |  |

| 1980. július 26. | Szenegál (SEN) | 81–59 | India (IND) |  |
| 1980. július 26. | (37–31)        |       |             |  |

| 1980. július 27. | Ausztrália (AUS) | 95–64 | Szenegál (SEN) |  |
| 1980. július 27. | (51–37)          |       |                |  |

| 1980. július 28. | Csehszlovákia (TCH) | 88–72 | Szenegál (SEN) |  |
| 1980. július 28. | (50–36)             |       |                |  |

| Csapat         | Helyezés |
| -------------- | -------- |
| Szenegál (SEN) | 11.      |